# Списак IC објеката (5000—5386)
Ово је потпуни списак IC објеката (5000—5386) дубоког неба у IC каталогу (енгл. Index Catalogue). Информација о сазвежђима је узета из „The Complete New General Catalogue and Index Catalogue of Nebulae and Star Clusters, J. L. E. Dreyer”, преко  сервиса.
Морфолошки типови галаксија и објеката који су чланови Малог Магелановог облака су добијени преко  вангалактичке базе. Остали подаци у табелама су из   астрономске базе података, осим ако није другачије назначено.
- IC 5000
- IC 5001
- IC 5002
- IC 5003
- IC 5004
- IC 5005
- IC 5006
- IC 5007
- IC 5008
- IC 5009
- IC 5010
- IC 5011
- IC 5012
- IC 5013
- IC 5014
- IC 5015
- IC 5016
- IC 5017
- IC 5018
- IC 5019
- IC 5020
- IC 5021
- IC 5022
- IC 5023
- IC 5024
- IC 5025
- IC 5026
- IC 5027
- IC 5028
- IC 5029
- IC 5030
- IC 5031
- IC 5032
- IC 5033
- IC 5034
- IC 5035
- IC 5036
- IC 5037
- IC 5038
- IC 5039
- IC 5040
- IC 5041
- IC 5042
- IC 5043
- IC 5044
- IC 5045
- IC 5046
- IC 5047
- IC 5048
- IC 5049
- IC 5050
- IC 5051
- IC 5052
- IC 5053
- IC 5054
- IC 5055
- IC 5056
- IC 5057
- IC 5058
- IC 5059
- IC 5060
- IC 5061
- IC 5062
- IC 5063
- IC 5064
- IC 5065
- IC 5066
- IC 5067
- IC 5068
- IC 5069
- IC 5070
- IC 5071
- IC 5072
- IC 5073
- IC 5074
- IC 5075
- IC 5076
- IC 5077
- IC 5078
- IC 5079
- IC 5080
- IC 5081
- IC 5082
- IC 5083
- IC 5084
- IC 5085
- IC 5086
- IC 5087
- IC 5088
- IC 5089
- IC 5090
- IC 5091
- IC 5092
- IC 5093
- IC 5094
- IC 5095
- IC 5096
- IC 5097
- IC 5098
- IC 5099
- IC 5100
- IC 5101
- IC 5102
- IC 5103
- IC 5104
- IC 5105
- IC 5106
- IC 5107
- IC 5108
- IC 5109
- IC 5110
- IC 5111
- IC 5112
- IC 5113
- IC 5114
- IC 5115
- IC 5116
- IC 5117
- IC 5118
- IC 5119
- IC 5120
- IC 5121
- IC 5122
- IC 5123
- IC 5124
- IC 5125
- IC 5126
- IC 5127
- IC 5128
- IC 5129
- IC 5130
- IC 5131
- IC 5132
- IC 5133
- IC 5134
- IC 5135
- IC 5136
- IC 5137
- IC 5138
- IC 5139
- IC 5140
- IC 5141
- IC 5142
- IC 5143
- IC 5144
- IC 5145
- IC 5146
- IC 5147
- IC 5148
- IC 5149
- IC 5150
- IC 5151
- IC 5152
- IC 5153
- IC 5154
- IC 5155
- IC 5156
- IC 5157
- IC 5158
- IC 5159
- IC 5160
- IC 5161
- IC 5162
- IC 5163
- IC 5164
- IC 5165
- IC 5166
- IC 5167
- IC 5168
- IC 5169
- IC 5170
- IC 5171
- IC 5172
- IC 5173
- IC 5174
- IC 5175
- IC 5176
- IC 5177
- IC 5178
- IC 5179
- IC 5180
- IC 5181
- IC 5182
- IC 5183
- IC 5184
- IC 5185
- IC 5186
- IC 5187
- IC 5188
- IC 5189
- IC 5190
- IC 5191
- IC 5192
- IC 5193
- IC 5194
- IC 5195
- IC 5196
- IC 5197
- IC 5198
- IC 5199
- IC 5200
- IC 5201
- IC 5202
- IC 5203
- IC 5204
- IC 5205
- IC 5206
- IC 5207
- IC 5208
- IC 5209
- IC 5210
- IC 5211
- IC 5212
- IC 5213
- IC 5214
- IC 5215
- IC 5216
- IC 5217
- IC 5218
- IC 5219
- IC 5220
- IC 5221
- IC 5222
- IC 5223
- IC 5224
- IC 5225
- IC 5226
- IC 5227
- IC 5228
- IC 5229
- IC 5230
- IC 5231
- IC 5232
- IC 5233
- IC 5234
- IC 5235
- IC 5236
- IC 5237
- IC 5238
- IC 5239
- IC 5240
- IC 5241
- IC 5242
- IC 5243
- IC 5244
- IC 5245
- IC 5246
- IC 5247
- IC 5248
- IC 5249
- IC 5250
- IC 5251
- IC 5252
- IC 5253
- IC 5254
- IC 5255
- IC 5256
- IC 5257
- IC 5258
- IC 5259
- IC 5260
- IC 5261
- IC 5262
- IC 5263
- IC 5264
- IC 5265
- IC 5266
- IC 5267
- IC 5268
- IC 5269
- IC 5270
- IC 5271
- IC 5272
- IC 5273
- IC 5274
- IC 5275
- IC 5276
- IC 5277
- IC 5278
- IC 5279
- IC 5280
- IC 5281
- IC 5282
- IC 5283
- IC 5284
- IC 5285
- IC 5286
- IC 5287
- IC 5288
- IC 5289
- IC 5290
- IC 5291
- IC 5292
- IC 5293
- IC 5294
- IC 5295
- IC 5296
- IC 5297
- IC 5298
- IC 5299
- IC 5300
- IC 5301
- IC 5302
- IC 5303
- IC 5304
- IC 5305
- IC 5306
- IC 5307
- IC 5308
- IC 5309
- IC 5310
- IC 5311
- IC 5312
- IC 5313
- IC 5314
- IC 5315
- IC 5316
- IC 5317
- IC 5318
- IC 5319
- IC 5320
- IC 5321
- IC 5322
- IC 5323
- IC 5324
- IC 5325
- IC 5326
- IC 5327
- IC 5328
- IC 5329
- IC 5330
- IC 5331
- IC 5332
- IC 5333
- IC 5334
- IC 5335
- IC 5336
- IC 5337
- IC 5338
- IC 5339
- IC 5340
- IC 5341
- IC 5342
- IC 5343
- IC 5344
- IC 5345
- IC 5346
- IC 5347
- IC 5348
- IC 5349
- IC 5350
- IC 5351
- IC 5352
- IC 5353
- IC 5354
- IC 5355
- IC 5356
- IC 5357
- IC 5358
- IC 5359
- IC 5360
- IC 5361
- IC 5362
- IC 5363
- IC 5364
- IC 5365
- IC 5366
- IC 5367
- IC 5368
- IC 5369
- IC 5370
- IC 5371
- IC 5372
- IC 5373
- IC 5374
- IC 5375
- IC 5376
- IC 5377
- IC 5378
- IC 5379
- IC 5380
- IC 5381
- IC 5382
- IC 5383
- IC 5384
- IC 5385
- IC 5386